# زمین‌لرزه ۱۹۳۵ بلوچستان
زمین‌لرزه بلوچستان  در تاریخ ۳۰ مه ۱۹۳۵ میلادی، برابر با ‎۸ خرداد ۱۳۱۴، ساعت ۲۱:۳۲:۵۶ به زمان یوتی‌سی در پاکستان ، منطقه بلوچستان رخ داد. ژرفای این زلزله ۳۵ کیلومتر بود. بزرگی آن ۸٫۱ در مقیاس Mw اعلام شده‌است. زمین‌لرزه به وقت محلی در روز جمعه، ساعت ۲ روی داده و منطقه زمانی آن یوتی‌سی +۵ بوده‌است .
سازمان زمین‌شناسی آمریکا نیز جای این زمین‌لرزه را در مختصات ۲۹°۳۰′شمالی ۶۶°۴۸′شرقی / ۲۹٫۵°شمالی ۶۶٫۸°شرقی و بزرگی آنرا برابر با ۷٫۵ در مقیاس ریشتر اعلام کرده‌است.
شمار کشتگان زلزله حدود ۶۰۰۰۰ نفر بوده‌است.